# Mithymna pergamena
Mithymna pergamena är en insektsart som först beskrevs av Stsl 1861.  Mithymna pergamena ingår i släktet Mithymna och familjen Nogodinidae. Inga underarter finns listade i Catalogue of Life.